# Częstochowa

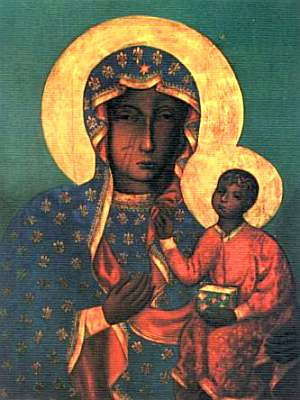
Vår Fru av Częstochowa - Svarta Madonnan.

Częstochowa ([t͡ʂɛ̃stɔˈxɔva] lyssna (fil); tyska: Tschenstochau) är en stad i södra Polen. Staden ligger ungefär 100 kilometer nordväst om Kraków vid floden Warta och hade 226 225 invånare (2016). Częstochowa ligger i Schlesiens vojvodskap (sedan 1999) och var tidigare huvudstaden i Częstochowas vojvodskap (1975–1998). Staden har historiskt sett varit en del av Lillpolen, och innan 1795 var staden en del av Krakóws vojvodskap. Częstochowa är den trettonde största staden i Polen.
Staden omnämndes för första gången år 1220 och fick stadsrättigheter år 1356.

## Jasna Góra
På en höjd i staden ligger klostret Jasna Góra från 1382 dit flera miljoner pilgrimer årligen vallfärdar från hela världen för att vörda svarta madonnan, som är en berömd Mariabild. Den är enligt traditionen målad av evangelisten Lukas.

## Historia
Klostret Jasna Góra var starkt befäst och belägrades av svenskar under Karl X Gustavs polska krig, men de misslyckades att inta det. Belägringen fick en betydande roll i kriget. Priorn Augustyn Kordecki betraktas som en nationalhjälte.
Staden intogs 1772 av ryske generalen Aleksandr Suvorov under rysk-polska kriget.
I staden föddes 1925 den svenske medicine professorn Jerzy Einhorn.
Częstochowa anses som den andliga huvudstaden i Polen.

## Geografi
Częstochowa ligger där tre geografiska områden möts: höglandet Częstochowa, mer känt som Jura, sänkan Övre Watra och höglandet Wielunska. Dessa områden utgör tillsammans höglandet Silesian-Krakow.
När staden skapades i början av 1800-talet var området på 33,06 km² och ändrades inte förrän 1928-1930 då staden utökades med några stadsdelar med en yta på 14,13 km². Nu hade staden en yta på 47,16 km². Nästa utvidgning av gränserna inträffade 1952, då de nya områden tilldelades en total yta på 45,88 km², vilket ger en yta på 93,04 km². Sedan 1977 är stadsområdet på 160 km².

### Klimat
Czestochowa ligger i den tempererade klimatzonen. I genomsnitt har staden fyra timmar direkt solljus per dag.
I Czestochowa är det få vindstilla dagar. Perioder av stiltje under året ligger genomsnittligt på 9,2%. Västliga vindar råder - 18%, och sydvästliga 18,2%. Högsta vindhastighet är på - 2,2 m / s. Mest sällan råder är nordliga vindar 7,7% och nordostliga 7,4%.
| månad                               | jan | feb | mar | april | maj | juni | juli | aug | sep | okt | nov | dec | årligen |
| Genomsnittlig dygnstemperatur [°C]  | -1  | 1   | 6   | 14    | 20  | 23   | 24   | 23  | 18  | 12  | 3   | 1   | 12      |
| Genomsnittlig temperatur dag [°C]   | -5  | -4  | 2   | 9     | 12  | 17   | 18   | 17  | 14  | 9   | 1   | -2  | 7       |
| ----------------------------------- | --- | --- | --- | ----- | --- | ---- | ---- | --- | --- | --- | --- | --- | ------- |
| Genomsnittlig temperatur natt [°C]  | -9  | -6  | -1  | 3     | 7   | 11   | 12   | 10  | 8   | 5   | -1  | -3  | 3       |
| Nederbörd [mm]                      | 35  | 32  | 33  | 39    | 69  | 80   | 86   | 75  | 48  | 40  | 41  | 37  | 615     |
| Källa: allmetsat den 7 januari 2008 |     |     |     |       |     |      |      |     |     |     |     |     |         |

## Demografi
Befolkningen ser ut på följande sätt enligt data från 31 december 2012:
| Beskrivning                  | Totalt  | Totalt | Kvinnor | Kvinnor | Män     | Män   |
| ---------------------------- | ------- | ------ | ------- | ------- | ------- | ----- |
| Enhet                        | Antal   | %      | Antal   | %       | Antal   | %     |
| Befolkning                   | 234 472 | 100    | 124 299 | 53,01   | 110 173 | 46,99 |
| Unga (0 - 17 år)             | 35 782  | 15,26  | 17 540  | 7,48    | 18 242  | 7,78  |
| Arbetsför ålder (18 - 65 år) | 149460  | 63,74  | 71790   | 30,62   | 77670   | 33,13 |
| Pensionär (65 år -)          | 49230   | 21     | 34969   | 14,91   | 14261   | 6,08  |

## Turism och sevärdheter
Det finns ett antal byggnader, monument och turistattraktioner i staden. De viktigaste är de historiska byggnaderna. Det största och mest besökta monumentet i Częstochowa är klostret i Jasna Gora. De flesta turisterna som kommer till staden är pilgrimer.
Częstochowa har bland annat följande sevärdheter:
- Gamla torget - stadens torg med gamla hus.
- Palatset Hantkego - Ungdomskultur .
- Rådhuset - från artonhundratalet i neoklassisk stil.
- Aleja Najświętszej Maryi Panny -flera historiska byggnader .
- Muzeum Produkcji Zapałek w Częstochowie - en historisk tändsticksfabrik.
- Basilika med Heliga familjen .
- Apostolski Sw. Jakuba - kyrka.
- Halina Poświatowskiej - museum.

## Kultur
I staden finns det olika kommunala och fristående kulturinstitutioner. I staden finns också några musikcenter för barn och ungdomar samt en balettskola.
Det regionala kulturcentret fungerar som ett center för ungdomskultur och organiserar många återkommande evenemang, bland annat National Poesi Kompetens.
Den berömda kvinnliga skalden Halina Poświatowska föddes och växte upp i Częstochowa. Hennes familj instiftade ett anspråkslöst museum som samlade föremål relaterat till hennes liv. Även jazzmusikern Alain Romans är född i staden.